# 유네스코 학습도시상
유네스코 학습도시상(UNESCO Learning City Award)은 유네스코 글로벌 학습도시 네트워크에 가입한 도시 중에서 학습도시 운영의 우수 사례를 선발해 2년에 한 번씩 시상한다.

## 연혁
- 2015년 9월 멕시코시티에서 열린 '제2차 학습도시 국제회의'에서 제1회 학습도시상을 시상했다.[1]

## 수상 도시
- 멜톤(오스트레일리아) (2015년)
- 소로카바(브라질) (2015년)
- 베이징(중국) (2015년)
- 바히르다르(에티오피아) (2015년)
- 에스푸(핀란드) (2015년)
- 코르크(아일랜드) (2015년)
- 암만(요르단) (2015년)
- 멕시코시티(멕시코) (2015년)
- 이비쿠이(파라과이) (2015년)
- 발랑가(필리핀) (2015년)
- 남양주(한국) (2015년)
- 스완지(영국 웨일즈) (2015년)

## 같이 보기
- 유네스코 글로벌 학습도시 네트워크
- 유네스코
- 유네스코 한국위원회
- 세계유산
- 세계기록유산
- 인류무형문화유산
- 생물권보전지역
- 세계지질공원
- 세계 책의 수도
- 유네스코 창의도시 네트워크
- 유네스코 국제상
  - 유네스코 세종대왕 문해상
  - 유네스코 직지상
- 국제 기념해
- 국제 기념일